# C/2006 OF2 Broughton
C/2006 OF2 Broughton è una cometa non periodica scoperta dall'astrofilo australiano John Broughton. Al momento della scoperta, il 23 giugno 2006, fu ritenuta un asteroide, solo il 20 settembre 2006 ci si accorse che in effetti era una cometa.